# Rozala-Susanna von Italien

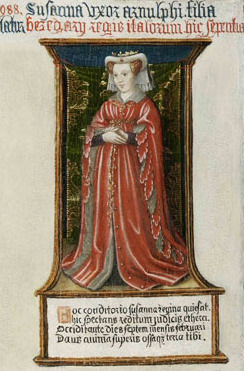
Postume Darstellung der Rozala-Susanna von Italien, nach 1497

Rozala-Susanna von Italien, auch von Ivrea (* um 950 bis 960; † 26. Januar 1003), war durch Heirat mit Arnulf II. von Flandern Gräfin von Flandern und übernahm nach dem Tod ihres Mannes die Regentschaft für ihren noch unmündigen Sohn Balduin IV. Kurz darauf wurde sie die Ehefrau des späteren französischen Königs Robert II., der sie jedoch 992 noch vor seiner Thronbesteigung verstieß.

## Leben
Rozala kam als eines von sieben Kindern des italienischen Königs Berengar II. und seiner Frau Willa zur Welt und war damit eine Enkelin Bosos, des Markgrafen von Tuscien. Nachdem sich ihr Vater im Kampf um sein Königreich 964 Otto dem Großen endgültig ergeben musste, wurde er von ihm mit seiner Familie nach Bamberg geschickt. Dort verbrachte Rozala ihre Jugend in einem von Ottos Mannen bewachten Stadtturm. Nach der Weltchronik Reginos von Prüm wuchs sie allerdings in der Obhut der Kaiserin Adelheid von Burgund auf.
Kaiser Otto arrangierte für sie eine Hochzeit mit dem flandrischen Grafen Arnulf II., die nicht vor 968 stattfand. Aus dieser mehr als 20 Jahre dauernden Ehe gingen zwei Kinder hervor:
- Mathilde († spätestens 995)
- Balduin IV. (* um 980[8]; † 30. Mai 1035), Graf von Flandern

Beim Tod ihres Mannes wohl zwischen 987 und 988 war ihr Sohn noch minderjährig, und so übernahm sie als sein Vormund die Regierungsgeschäfte in der Grafschaft. Da sich Nachfolgestreitigkeiten in Flandern anbahnten, entschied sich Rozala-Susanna nicht lange, nachdem sie Witwe geworden war, zu einer erneuten Heirat. Um die Macht für die regierende Dynastie in Flandern zu erhalten, suchte sie Beistand beim französischen König Hugo Capet und ehelichte vor dem 1. April 988 dessen Sohn Robert, der später als Robert II. den französischen Thron besteigen sollte. Die Ehe war auch für die Seite der Kapetinger eine politisch lohnende Verbindung, denn auf diese Weise wurde Flandern nicht nur dem karolingischen Einflussbereich entzogen, sondern auch das Territorium Karls von Niederlothringen, einem Unterstützer der Karolinger, eingekreist und isoliert. In einigen Publikationen ist die Information zu finden, Rozala habe sich anlässlich ihrer zweiten Hochzeit in Susanna umbenannt, überlieferte Urkunden aus der Zeit davor zeugen jedoch davon, dass sie auch schon zuvor bei diesem Namen genannt wurde.
Die Braut war zum Zeitpunkt der Hochzeit mindestens zwölf Jahre älter als der Bräutigam. Die Ehe war nicht glücklich, was der Chronist Richer von Reims in seiner Historiae darauf zurückführte, dass Rozala-Susanna so viel älter war als ihr Mann. Gemäß Richers Angaben verstieß Robert seine Frau, als er 19 Jahre alt war. Als Grund führte der Thronfolger an, dass ihm seine Frau keine Kinder geboren hatte. Sollte das angeführte Alter korrekt sein, müsste die Verstoßung um 990 anzusetzen sein, andere Literatur datiert sie jedoch in die Jahre 991 und 992. Im Anschluss an ihre Verstoßung verweigerte Robert seiner Frau die Nutznießung ihres Wittums Montreuil, das von einigen Publikationen fälschlicherweise als ihre Mitgift bezeichnet wird. Rozala versuchte zwar zunächst noch, ihre Rechte durchzusetzen, war im Streit um die Hafenstadt aber schlussendlich unterlegen. Sie ging daraufhin an den Hof ihres Sohnes aus erste Ehe nach Flandern zurück und soll ihn bei seiner Regierung unterstützt haben. Sie starb im Jahr 1003 in Flandern und wurde neben ihrem ersten Mann in der Klosterkirche der Genter Sankt-Peters-Abtei auf dem Blandinberg beerdigt. Ihr Grabmal ist heutzutage nicht mehr erhalten, denn es wurde 1578 im Zuge des reformatorischen Bildersturms – ebenso wie die Grabmäler aller anderen in der Kirche bestatteten Mitglieder der flandrischen Grafenfamilie – zerstört.